# تپه شماره ۱ روستای یعقوب‌آباد
تپه شماره ۱ روستای یعقوب آباد مربوط به دوران پیش از تاریخ ایران باستان - دوران‌های تاریخی پس از اسلام است و در شهرستان آبیک، روستای یعقوب آباد واقع شده و این اثر در تاریخ ۱۷ اسفند ۱۳۸۱ با شمارهٔ ثبت ۷۶۰۱ به‌عنوان یکی از آثار ملی ایران به ثبت رسیده است.